# Siège de Dunkerque (1646)
Pour les articles homonymes, voir Siège de Dunkerque.
Guerre de Trente Ans
Batailles
Le principal siège de Dunkerque eut lieu du 7 septembre au 11 octobre 1646 pendant la guerre de Trente Ans. Dunkerque est alors espagnole depuis 1559, lorsque fort de ses récents succès militaires, Louis II de Bourbon-Condé fait le siège de la ville.

## Contexte

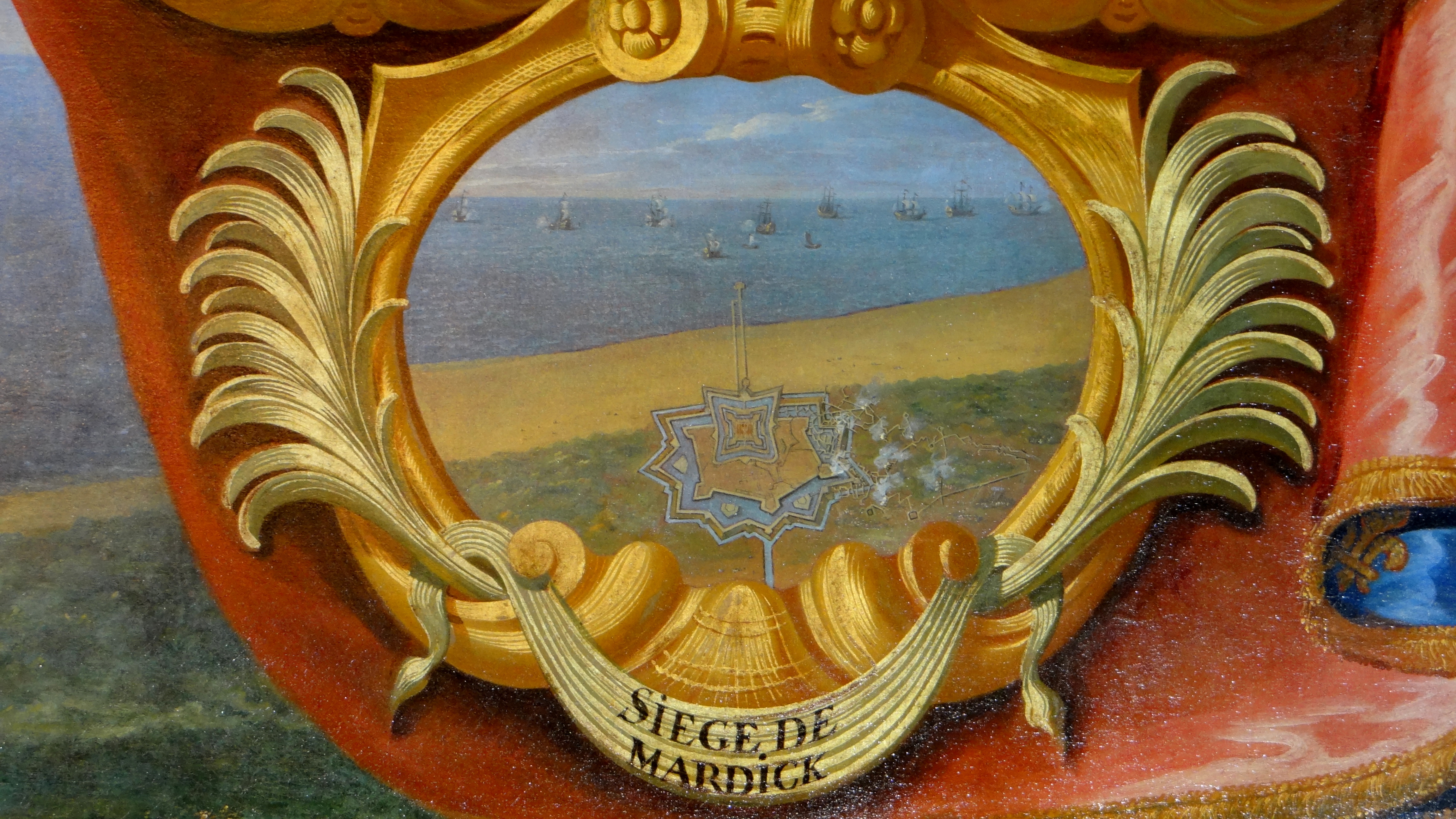
Le Siège de Mardyck, toile de Sauveur Le Conte (1659-1694) au Château de Chantilly

En 1646, pendant que son alliée, la République des Provinces-Unies menace de prendre Anvers aux Espagnols, obligeant ceux-ci à découvrir leur front occidental, la France remporte quelques brillants succès en Flandre, le long de la Lys. Elle prend Bergues-Saint-Winoc et assaille Mardyck le 4 août ; mais c’est compter sans les renforts Dunkerquois qui arrivent par la mer... Le siège promet d'être long. Heureusement, l'amiral hollandais Maarten Tromp vient compléter le blocus, et Mardyck se rend le 25 août. 
Jugeant la campagne suffisamment remplie, le duc d'Orléans, général en chef de l'armée des Flandres, repart aussitôt pour la cour, laissant le commandement au bouillant Louis II de Bourbon-Condé. Désormais seul maître de l'armée, celui-ci ne songe qu'à préparer quelque brillante entreprise, dont personne ne viendra lui disputer l'honneur, et entreprend aussitôt le siège de Dunkerque.

## Le siège
Il commence par isoler complètement la ville en prenant Furnes le 7 septembre et les forts qui commandent les canaux alentour, sur lesquels il jette des ponts pour assurer ses communications. Puis après avoir en quelques jours tracé ses lignes de circonvolution, il remblaie les écluses que les Dunkerquois ont ouvertes pour inonder les plaines, et fait barrer la grève par une estacade.
L'armée de siège compte 3 000 fantassins polonais, dépêchés en France par leur reine Marie de Mantoue qu'Anne d'Autriche et Mazarin ont mariée l'hiver dernier au vieux roi de Pologne, Ladislas IV. C'est la première fois que les Polonais viennent servir la France et c'est le point de départ de la longue fraternité militaire des deux peuples.
L'amiral Tromp est là, comme à Mardyck, malgré les coups de vent d'équinoxe, pour fermer la mer aux assiégés, avec 10 vaisseaux hollandais, auxquels se joignent 15 frégates normandes et picardes. Les Espagnols ne tentent rien de sérieux pour conserver la première ville maritime de Flandre, si ce n'est de solliciter l'assistance du parlement d'Angleterre. Les chefs de la révolution anglaise décident de ne pas rompre avec la France, et Dunkerque ouvre ses portes le 11 octobre. 
La résistance quoique courageuse et bien dirigée a dû céder promptement à la vigueur et à l'intelligence de l'attaque. Ce siège est sans doute la plus belle des actions militaires du prince de Condé.

## Conséquences
Toute l'Europe est secouée par la nouvelle que le redoutable nid des corsaires dunkerquois, d'où s'étaient élancées tant d'escadres, que le peuple d'intrépides marins qui avaient si longtemps rivalisé avec les Hollandais, troublé le commerce de la France et soutenu la marine espagnole sur le penchant de sa ruine, était désormais français. Le maréchal de Rantzau est nommé gouverneur de la ville.
Après la prise de Dunkerque, les Hollandais font une trêve avec les Espagnols (qui se termine par une paix définitive) et ces derniers peuvent reprendre pied.

## Autres sièges de Dunkerque
| Année | Défenseurs      | Assiégeants     |
| ----- | --------------- | --------------- |
| 1652  | Troupes royales |                 |
| 1667  |                 | Troupes royales |
|       |                 |                 |

## Sources
- Histoire de France, depuis les temps les plus reculés jusqu'en 1789, Henri Martin, 1859